# Fomerey
Fomerey és un municipi francès, situat al departament dels Vosges i a la regió del Gran Est. L'any 2007 tenia 149 habitants.

## Demografia

### Població
El 2007 la població de fet de Fomerey era de 149 persones. Hi havia 54 famílies, de les quals 12 eren unipersonals (4 homes vivint sols i 8 dones vivint soles), 17 parelles sense fills, 21 parelles amb fills i 4 famílies monoparentals amb fills.
La població ha evolucionat segons el següent gràfic:
Habitants censats

### Habitatges
El 2007 hi havia 56 habitatges, 55 eren l'habitatge principal de la família i 1 estava desocupat. 47 eren cases i 8 eren apartaments. Dels 55 habitatges principals, 45 estaven ocupats pels seus propietaris, 8 estaven llogats i ocupats pels llogaters i 1 estava cedit a títol gratuït; 5 tenien tres cambres, 13 en tenien quatre i 37 en tenien cinc o més. 47 habitatges disposaven pel capbaix d'una plaça de pàrquing. A 23 habitatges hi havia un automòbil i a 27 n'hi havia dos o més.

### Piràmide de població
La piràmide de població per edats i sexe el 2009 era:
| Homes | Edats   | Dones |
| ----- | ------- | ----- |
| 0     | 95 o +  | 0     |
| 0     | 90 a 94 | 0     |
| 4     | 85 a 89 | 0     |
| 0     | 80 a 84 | 0     |
| 0     | 75 a 79 | 8     |
| 0     | 70 a 74 | 0     |
| 0     | 65 a 69 | 4     |
| 4     | 60 a 64 | 0     |
| 0     | 55 a 59 | 4     |
| 8     | 50 a 54 | 4     |
| 0     | 45 a 49 | 12    |
| 4     | 40 a 44 | 8     |
| 4     | 35 a 39 | 4     |
| 0     | 30 a 34 | 0     |
| 0     | 25 a 29 | 0     |
| 0     | 20 a 24 | 16    |
| 4     | 15 a 19 | 8     |
| 12    | 10 a 14 | 4     |
| 0     | 5 a 9   | 0     |
| 0     | 0 a 4   | 4     |

## Economia
El 2007 la població en edat de treballar era de 97 persones, 76 eren actives i 21 eren inactives. De les 76 persones actives 72 estaven ocupades (36 homes i 36 dones) i 4 estaven aturades (1 home i 3 dones). De les 21 persones inactives 6 estaven jubilades, 6 estaven estudiant i 9 estaven classificades com a «altres inactius».

### Ingressos
El 2009 a Fomerey hi havia 58 unitats fiscals que integraven 151 persones, la mediana anual d'ingressos fiscals per persona era de 19.073 €.

### Activitats econòmiques
Dels 5 establiments que hi havia el 2007, 2 eren d'empreses de construcció, 1 d'una empresa immobiliària i 2 d'empreses de serveis.
Dels 2 establiments de servei als particulars que hi havia el 2009, 1 era un paleta i 1 lampisteria.
L'any 2000 a Fomerey hi havia 6 explotacions agrícoles.

## Poblacions més properes
El següent diagrama mostra les poblacions més properes.